# Ronald Munro–Ferguson, 1. vikomt Novar
Ronald Craufurd Munro–Ferguson, 1. vikomt Novar (Ronald Craufurd Munro–Ferguston, 1st Viscount Novar) (6. března 1860, Kirkcaldy, Skotsko – 30. března 1934, Kirkcaldy, Skotsko) byl britský státník ze skotské statkářské rodiny. Téměř třicet let byl poslancem Dolní sněmovny za Liberální stranu, zastával též nižší funkce ve vládním aparátu. Vrcholem jeho kariéry byla funkce generálního guvernéra v Austrálii (1914–1920). V roce 1920 získal titul vikomta a vstoupil do Sněmovny lordů, poté byl ještě ministrem pro Skotsko (1922–1924).

## Životopis

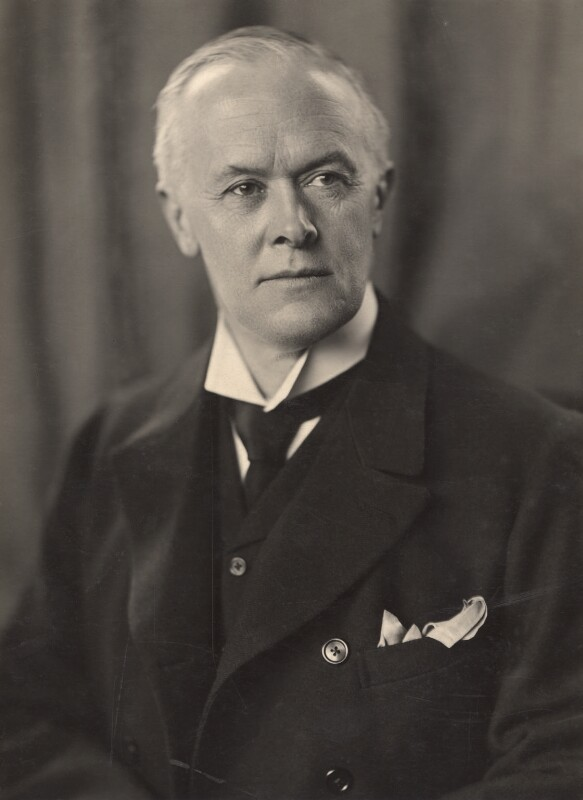
Ronald Munro–Ferguson, vikomt Novar

Pocházel z bohaté skotské rodiny, byl synem plukovníka a poslance Roberta Fergusona (1802–1868). Po ženské linii byl jeho předkem generál Sir Hector Munro (1726–1805), po němž Fergusonové přijali v roce 1864 příjmení Munro–Ferguson spolu s dědictvím zámku Novar House a pozemků o rozloze 8 000 hektarů ve Skotsku. Ronald studoval na vojenské akademii v Sandhurstu a od mládí sloužil v armádě, kde dosáhl hodnosti kapitána. V letech 1884–1885 a 1886–1914 byl členem Dolní sněmovny za Liberální stranu. V letech 1886 a 1892–1894 byl tajemníkem ministra zahraničí hraběte z Rosebery, v jeho vládě pak v letech 1894–1895 zastával nižší post lorda pokladu. I když byl členem Liberální strany, zastával prokonzervativní imperialistické názory, takže po nástupu liberálů k moci v roce 1905 nezískal přes nesporné schopnosti žádný úřad (požádal například o post guvernéra v Bombaji, ale byl odmítnut). V roce 1910 byl jmenován členem Tajné rady.
V únoru 1914 převzal úřad generálního guvernéra v Austrálii, krátce poté získal Řád sv. Michala a sv. Jiří. Prestižní post australského generálního guvernéra byl vyvrcholením jeho osobních ambicí a zužitkoval dlouholeté zkušenosti s koloniální politikou, jíž se od mládí zabýval. Na rozdíl od svých předchůdců i nástupců se v Austrálii aktivně věnoval politice, zároveň ale projevil dostatek diplomatických schopností a do vnitřního uspořádání nijak nezasahoval. Za první světové války prosadil autoritu své funkce a zasloužil se o australskou vojenskou účast v rámci armády Britského impéria. V květnu 1919 oznámil svůj úmysl odstoupit z funkce, ale byl požádán, aby setrval a pomohl organizovat cestu prince waleského do Austrálie v roce 1920. Novým generálním guvernérem se pak stal konzervativní politik Henry William Forster.

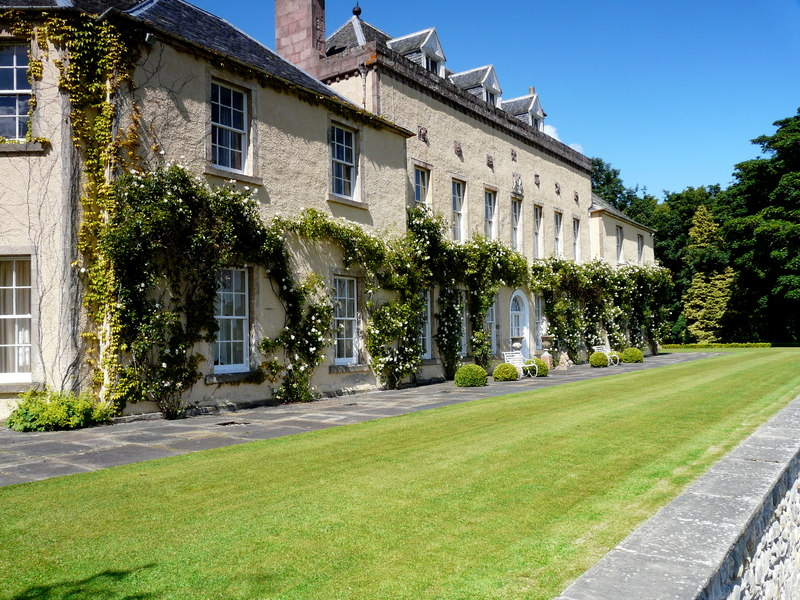
Zámek Novar House (Skotsko), sídlo rodiny Munro–Ferguson

Po návratu do Anglie získal titul vikomta a stal se členem Sněmovny lordů (1920), v roce 1922 byl viceprezidentem výboru Tajné rady pro školství a v letech 1922–1924 zastával funkci ministra pro Skotsko. Po ukončení aktivní politické dráhy získal Řád bodláku (1926), nadále ale působil v řadě čestných funkcí ve Skotsku, více se ale věnoval svým soukromým zájmům. Od roku 1926 byl zástupcem místodržitele v hrabstvích Fife a Ross a získal čestné doktoráty na univerzitách v St Andrews a Edinburghu, byl též rytířem francouzského Řádu čestné legie.

## Soukromý život

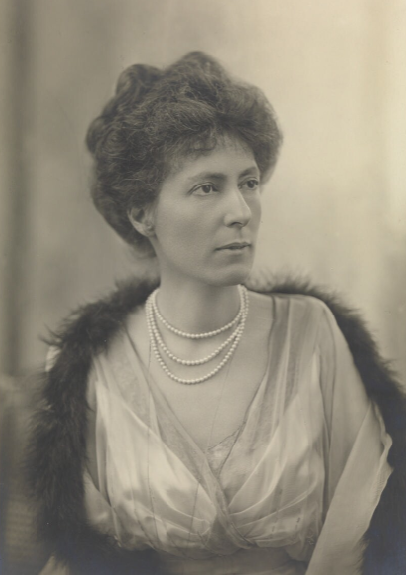
Lady Helen Munro–Ferguson, rozená Hamilton–Temple–Blackwood (1865–1941)

V roce 1889 se oženil s Helen Hamilton–Temple–Blackwood (1865–1941), dcerou diplomata a indického místokrále 1. markýze Dufferina (seznámil se s ní v Indii, kam doprovázel jako tajemník hraběte z Rosebery, Helenin otec byl tehdy indickým místokrálem). Helen za první světové války pracovala jako zdravotní sestra pro Mezinárodní červený kříž. Jejich manželství zůstalo bez potomstva a titul vikomta zanikl.
Písemnosti vikomta Novara jsou důležitým pramenem pro dějiny Austrálie za první světové války, zvláště významná je korespondence s jeho přítelem Cecilem Rice, s nímž se seznámil v diplomatických službách hraběte z Rosebery (Cecil Rice byl v letech 1913–1918 britským velvyslancem v USA).